# Horná Kráľová
Horná Kráľová este o comună slovacă, aflată în districtul Šaľa din regiunea Nitra. Localitatea se află la altitudinea de 142 m deasupra n.m., se întinde pe o suprafață de 19,12 km2 și în 2017 număra 1.877 de locuitori.

## Istoric
Localitatea Horná Kráľová este atestată documentar din 1113.

## Demografie
| An:                | 1994 | 2004   | 2014   | 2024   |
| ------------------ | ---- | ------ | ------ | ------ |
| Număr de persoane: | 1961 | 1853   | 1905   | 1871   |
| Diferență:         |      | −5,50% | +2,80% | −1,78% |

| An:                | 2023 | 2024   |
| ------------------ | ---- | ------ |
| Număr de persoane: | 1876 | 1871   |
| Diferență:         |      | −0,26% |